# Броштень (Вішина, Димбовіца)
Броштень, Броштені (рум. Broșteni) — село у повіті Димбовіца в Румунії. Входить до складу комуни Вішина.
Село розташоване на відстані 62 км на захід від Бухареста, 36 км на південь від Тирговіште, 125 км на схід від Крайови, 118 км на південь від Брашова.

## Населення
За даними перепису населення 2002 року у селі проживали 599 осіб, усі — румуни. Усі жителі села рідною мовою назвали румунську.